# Circus maurus
Circus maurus là một loài chim trong họ Accipitridae.

## Hình ảnh

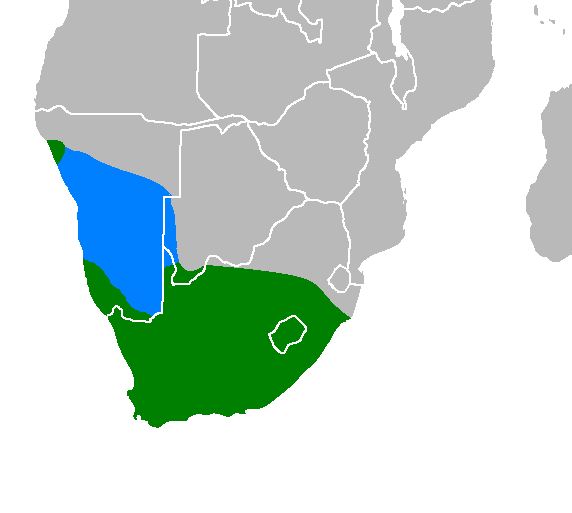
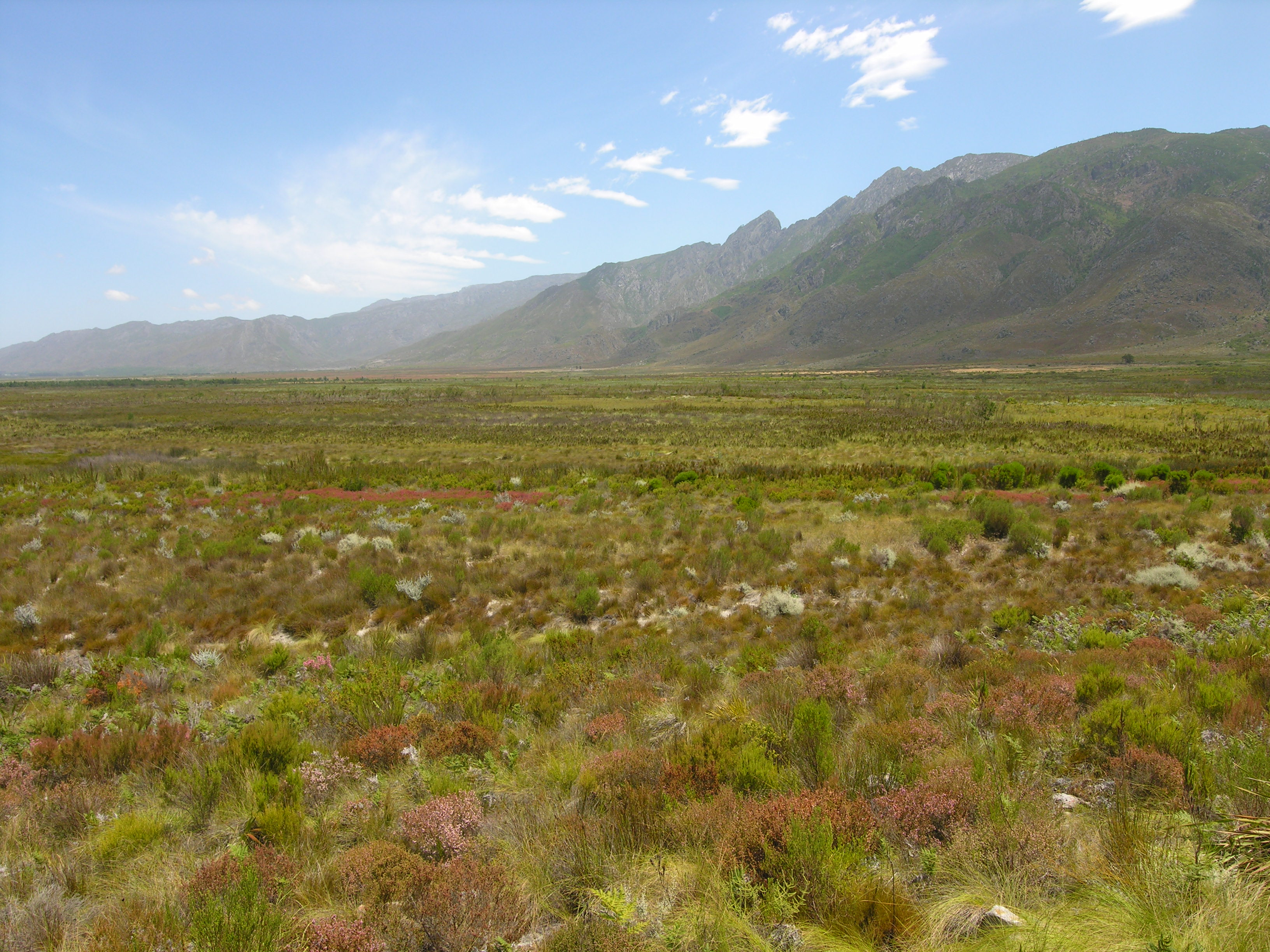
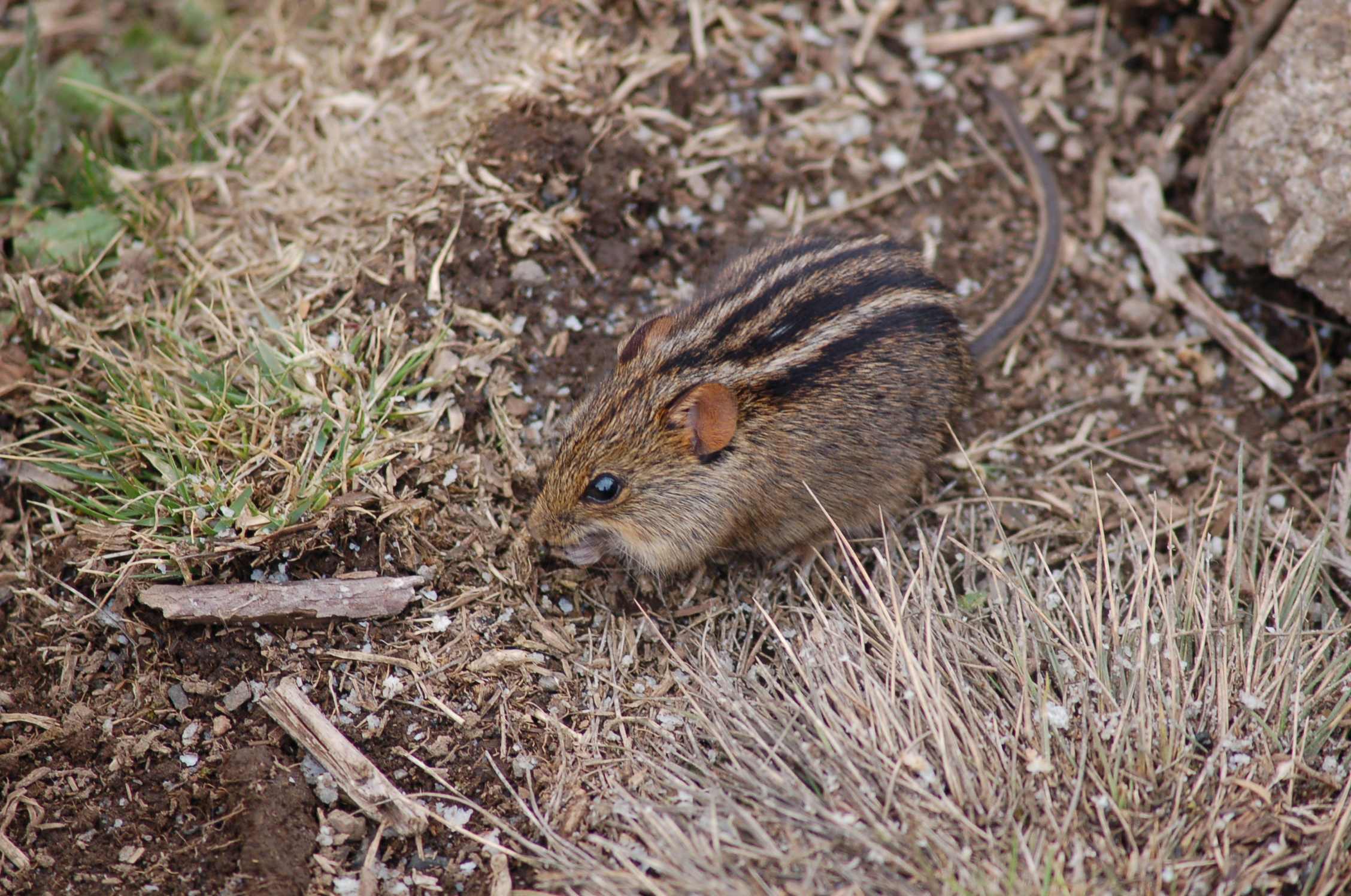
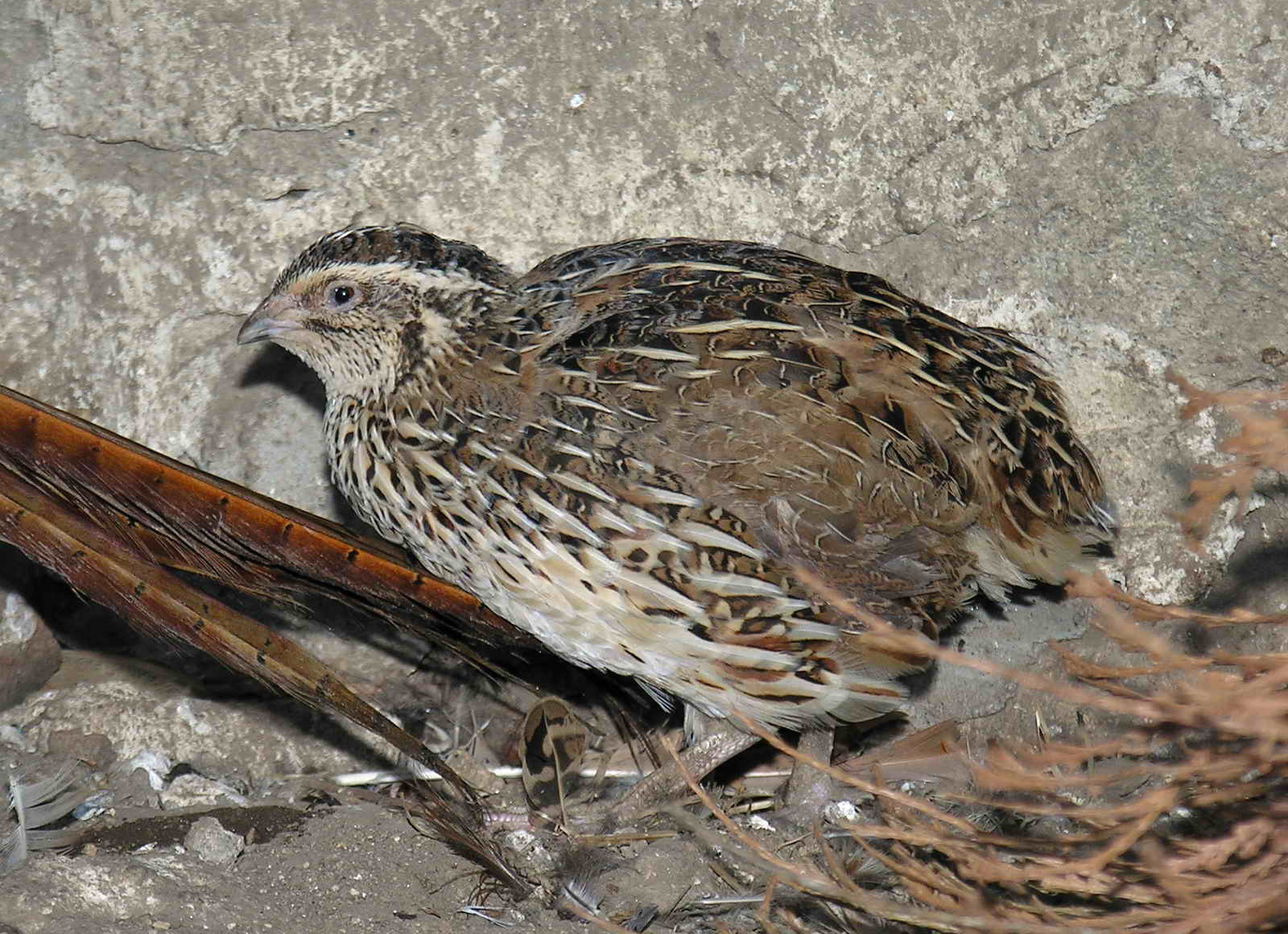
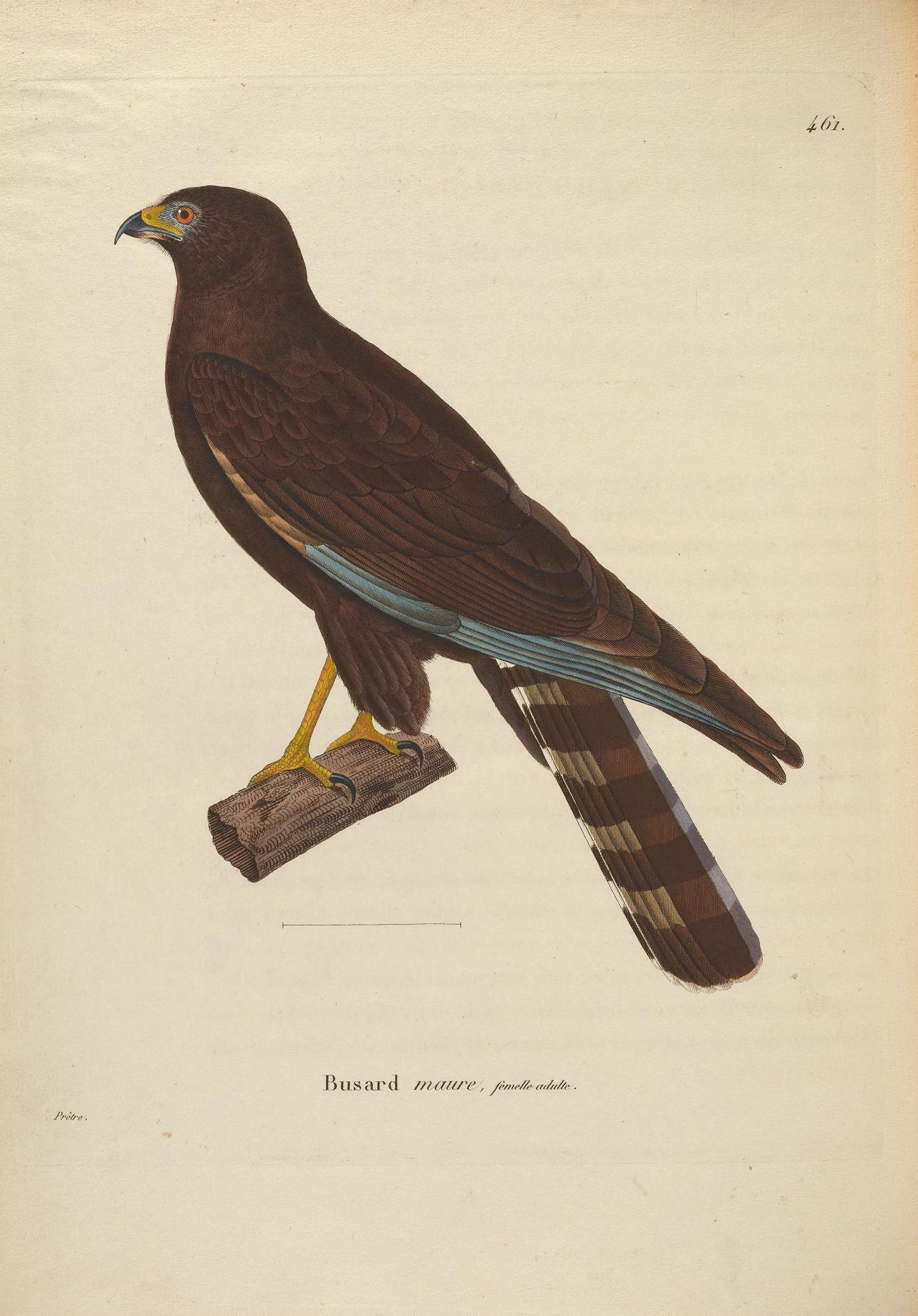
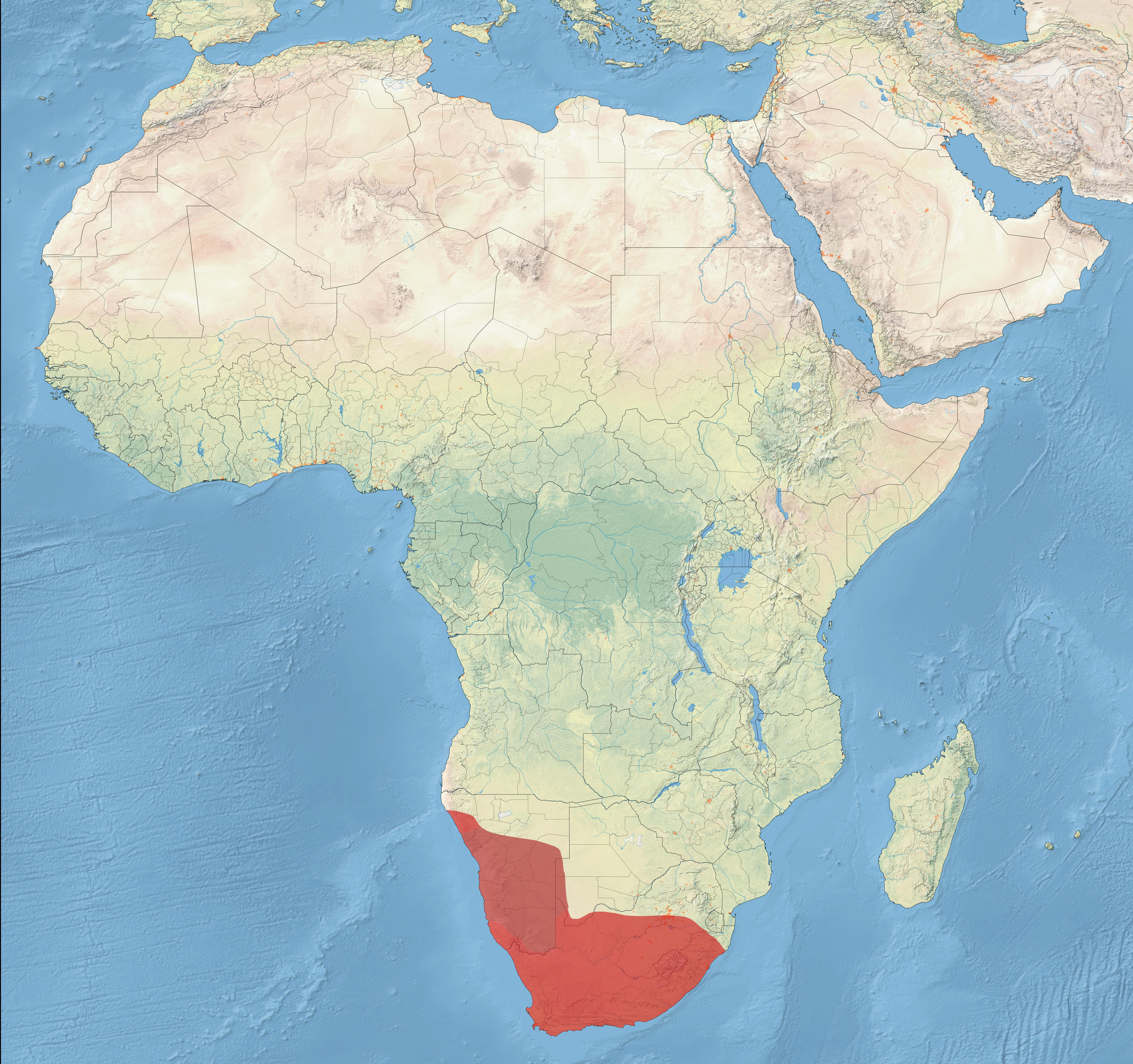